# Andreas Deckardt
Andreas Deckardt (* 6. November 1946 in Leipzig) ist ein deutscher Maler und Grafiker der Leipziger Schule.

## Leben und Werk
Deckardt studierte von 1966 bis 1971 an der Hochschule für Grafik und Buchkunst Leipzig (HGBK) bei Dietrich Burger und Karl-Georg Hirsch Malerei und daneben in der Fachklasse Schrift und Typografie bei Albert Kapr und Walter Schiller. Dabei beteiligte er sich 1970 mit der Lithografie Die Teppichweber von Kujan-Bulak ehren Lenin an der von Studenten typografisch gestalteten Grafikmappe W.I. Lenin 1870–1970.
Seit dem Diplomabschluss arbeitet Deckardt in Leipzig-Wiederitzsch als freischaffender Maler und Grafiker. Stilistisch ist er ein typischer Vertreter der Leipziger Schule. Von 1983 bis 1988 hatte er einen Lehrauftrag für Schriftgestaltung an der Abendakademie der HGBK. Er war Mitglied des Verbands Bildender Künstler der DDR.
1974 heiratete er die Malerin Monika Geilsdorf. 1988 ging er nach West-Berlin, und 1989 wieder nach Leipzig zurück.

## Museen und öffentliche Sammlungen mit Werken Deckardts (unvollständig)
- Leipzig: Museum der bildenden Künste (MdbK)
- Leipzig: Kunsthalle der Sparkasse Leipzig[2]

## Weitere Werke (Auswahl)
- Bildnis des Regionalwissenschaftlers Karl-Christian G. (1974, Tempera, 49,5 × 38 cm; auf der VIII. Kunstausstellung der DDR; MdbK, Inv. 2393)[3]
- Frau Erna P. (1977, Mischtechnik, 79,8 × 59,8 cm; auf der VIII. Kunst-ausstellung der DDR, MdbK, Inv. 2657)[4]
- Morgenrasur (1974; Tempera, 26 × 23 cm; MdbK, Inv. 3432)
- Abend (1979, 85,5 × 109,5 cm; MdbK)
- Steinmetz (1984, Mischtechnik, 169 × 126 cm)

## Ausstellungen (unvollständig)

### Einzelausstellung
- 2023: Leipzig, Döhlitzer Wassermühle („Stille Zeit“; Malerei und Zeichnung)[5]

### Gruppenausstellungen
- 1974, 1979 und 1985: Leipzig, Bezirkskunstausstellungen
- 1975: Berlin, Ausstellungsräume am Fernsehturm („Die Frau und die Gesellschaft“)
- 1976: Karl-Marx-Stadt, Städtische Museen („Jugend und Jugendobjekte im Sozialismus“)
- 1977/1978: Dresden, VIII. Kunstausstellung der DDR
- 1982: Leipzig, Museum der Bildenden Künste („Selbstbildnisse Leipziger Künstler“)
- 1984: Leipzig, Museum der bildenden Künste („Kunst in Leipzig 1949–1984“)

- 2020: Leipzig, Kunsthalle der Sparkasse Leipzig („Im Gehäuse – Atelierdarstellungen Leipziger Künstler*Innen“)